# Sigfried Held
Sigfried "Siggi" Held (Freudenthal, 7 de agosto de 1942) é um ex-futebolista e treinador alemão que atuava como meia-atacante.

## Carreira
Nascido em Freudenthal na Região dos Sudetas (atual República Tcheca), seu primeiro clube de futebol foi o Kickers Offenbach. Em 1965, ele se tornou um jogador na Bundesliga jogando no Borussia Dortmund. 
Durante sua carreira, ele jogou 442 jogos, fazendo 72 gols, na Bundesliga. Nesse periodo, ele jogou no Borussia Dortmund, Kickers Offenbach e no Bayer 05 Uerdingen. 
Ele também fez 41 jogos pela Seleção Alemã,[carece de fontes?] incluindo a final da Copa do Mundo de 1966.
Depois de se aposentar como jogador profissional em 1981, ele se tornou treinador de futebol. Ele treinou o Schalke 04, a Seleção Islandesa, o Galatasaray, o Admira Wacker, o Dynamo Dresden, o Gamba Osaka, o VfB Leipzig, a Seleção Maltesa e a Seleção Tailandesa. 
A partir de fevereiro de 2009, ele começou a trabalhar como supervisor de relações com fãs do Borussia Dortmund.

## Títulos
- Taça dos Clubes Vencedores de Taças: 1965–66